# ألفونسو كالديرون (سياسي)
ألفونسو كالديرون هو سياسي أمريكي، ولد في 10 أكتوبر 2001 في ألكوبينداس في إسبانيا.